# 브리지다
아일랜드의 브리지다(Brigit of Ireland) 또는 킬데어의 브리지다(Brigit of Kildare, 451년 - 525년)는 성 파트리치오, 성 골룸바와 더불어 아일랜드의 공동 수호성인이다. 가엘의 마리아(Naomh Bríd)라고도 불린다. 아일랜드 성인전에는 성녀 브리지다가 킬데어 수녀원의 수녀들을 포함하여 아일랜드의 초창기 수녀들과 수녀원장들의 선구자로 나와 있다. 성녀 브리지다는 초기 켈트 기독교회의 여성 지도자이다.

## 약력
브리지다는 아일랜드 라우스 주 던도크 근교의 포가르트에서 태어났다. 기록에 따르면, 브리지다의 아버지는 렌스터의 이교도 부족장 덥타크였으며, 어머니는 픽트족 노예인 브로카였다. 그녀의 양친은 성 파트리치오에 의해 세례를 받아 가톨릭 신자가 되었다. 하지만 또 다른 기록에 의하면 브리지다의 아버지는 아일랜드 해적들에게 납치당해 노예로 아일랜드로 끌려왔다고 한다.
성녀 브리지다는 가난한 이들에 대한 자선활동으로 크게 칭송받았다. 한 예로 어린 시절 그녀는 어머니가 만들어 비축해놓은 버터를 가난한 이들에게 전부 나누어주었는데, 버터는 나중에 브리지다의 기도로 다시 채워지는 기적이 일어났다고 한다..
브리지다는 어릴 적부터 수도생활에 큰 흥미를 느꼈으며, 성 멜(487년 선종) 또는 마카일 주교(489년경 선종)와 기타 주교들로부터 수도복을 받고 수도서원을 하였다. 멜은 그녀의 대수녀원장으로서 권한을 갖는 것을 인정하였다. 468년경 브리지다는 멜을 따라 오늘날 미드와 웨스트미스, 롱퍼드에 위치해있던 티스바 왕국으로 들어갔다.
브리지다는 킬다라(킬다르)에 작은 성당을 세웠으며, 곧 주교좌 성당으로 승격되어 도시의 종교와 학문의 중심지로 발전해 나갔고, 킬다라를 대도시로 발전시키는 데 이바지하였다. 브리지다는 또한 남자수도회와 여자수도회 두 곳을 설립하였다.